# Badami
Badami (en canarés: ಬದಾಮಿ) es una pequeña ciudad de la India a unos 120 km al sur de Bijapur, administrativamente localizada en el distrito de Bagalkot, estado de Karnataka.
Anteriormente conocida con el nombre de Vatapi (Vatapipura),  Badami fue en los siglos VI y VII la capital de la poderosa dinastía de los Chalukya, conocidos como Chalukyas de Badami.
La ciudad actual se ha mantenido al pie de la antigua presa, lo que hizo posible crear el pequeño lago artificial de Agastya, en el hueco de sus acantilados de mármol rojo, ahuecados por espectaculares santuarios de roca y coronado por construcciones antiguas. En la orilla del lago más alejada de la aldea, el templo Bhutanatha posee, debido a su aislamiento en ese entorno majestuoso pero verde, una composición de muy alta calidad, basada en horizontales que juegan con sus reflejos en el agua. Se hizo más tarde que las cuevas y el templo de Shiva, Malegitti Shivalaya, construido en el afloramiento rocoso, sobre el sitio.

## Geografía

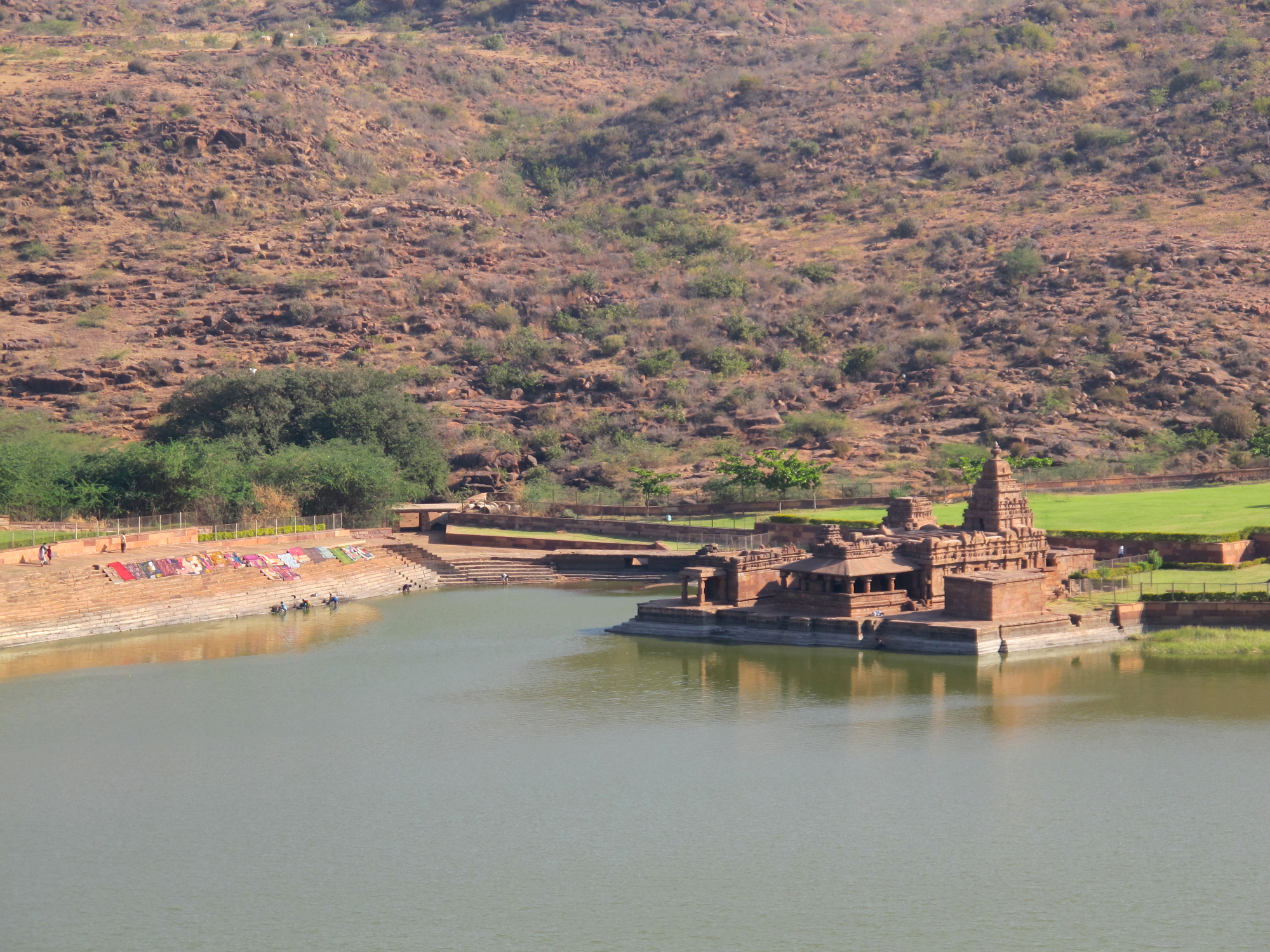
El complejo de los templos de Bhutanatha (siglos VII-XI) al borde del lago Agastya visto desde las grutas de Badami

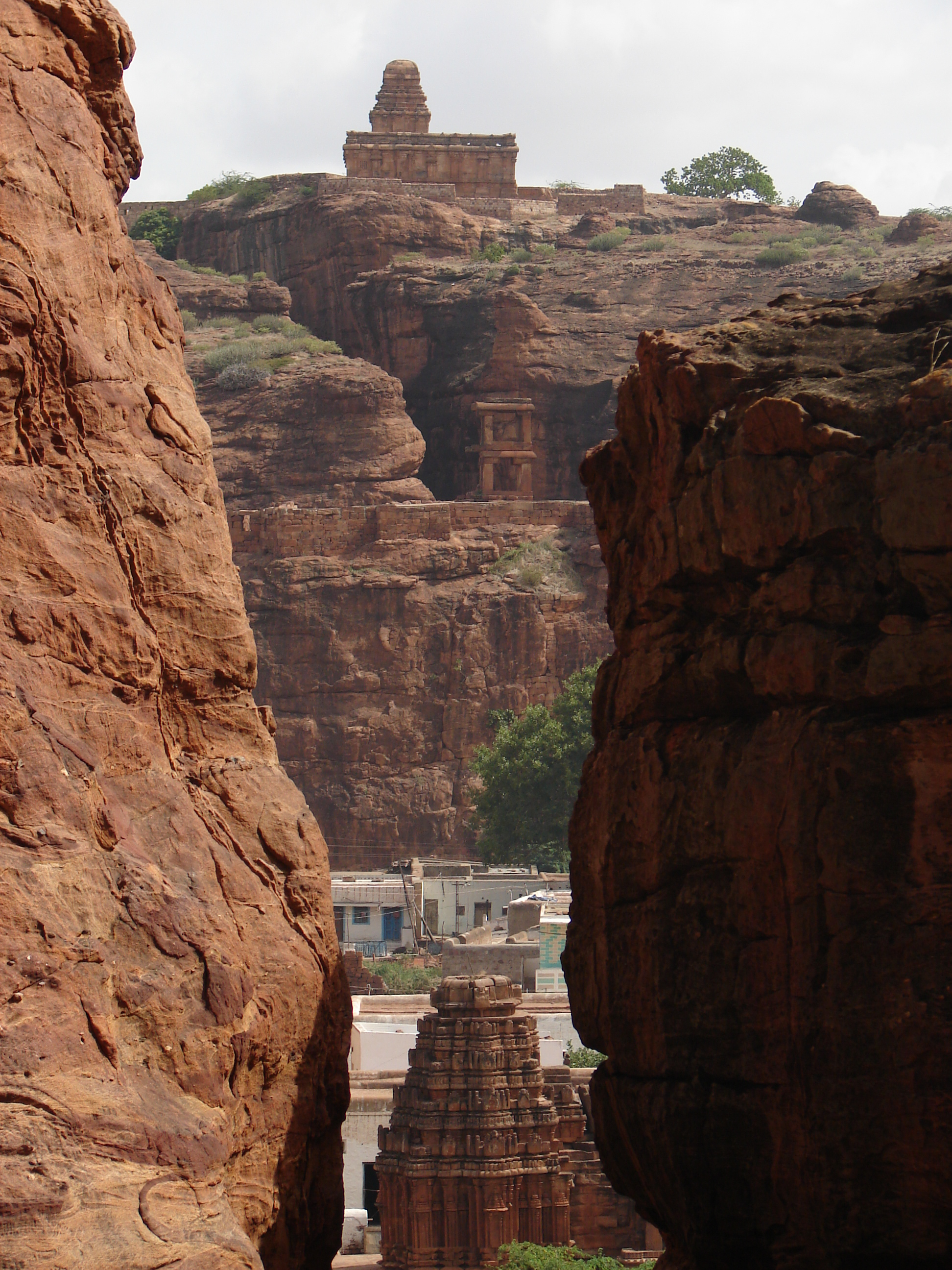
Vista hacia el norte desde las grutas sobre el templo de Yellama (abajo), la ciudad (con casas blancas) y el templo de Shivalaya (en el acantilado). El lago está a la derecha.

Se encuentra a una altitud de 558 m s. n. m. a 443 km de la capital estatal, Bangalore, en la zona horaria UTC +5:30.

## Demografía
Según estimación 2011 contaba con una población de 31 557 habitantes.